# Нещадименко Юхим Петрович
Юхи́м Петро́вич Нещади́менко (нар. 3 листопада 1891 — пом. 27 липня 1979) — поручник Армії УНР, інженер.

## Життєпис
Народився 3 листопада 1891 року.
1901 року почав навчатися у підготовчому класі Златопільської чоловічої гімназії, яку закінчив 1911 року (атестат № 1059).
Служив у 3-й Залізній дивізії Армії УНР, в артилерії. Підвищений у військовому званні від хорунжого до поручника.
Емігрував до США, де працював інженером.
Помер у 1979 році. Похований на українському православному цвинтарі св. Андрія Первозванного в м.Саут-Баунд-Брук, штат Нью-Джерсі, США.

## Зазначення
1. ↑  АРХІВ ІМ. ДМИТРА АНТОНОВИЧА УКРАЇНСЬКОЇ ВІЛЬНОЇ АКАДЕМІЇ НАУК у США. Архів оригіналу за 4 березня 2016. Процитовано 15 грудня 2015.
2. ↑  Державний архів Кіровоградської області. Список вступників Златопільської чоловічої гімназії у 1901 році. Ф. 499 опис 1 справа 561 С. 1 [Архівовано 30 листопада 2016 у Wayback Machine.](рос. дореф.)
3. ↑  Державний архів Кіровоградської області. Список учнів і сторонніх осіб, які витримали іспит зрілості в 1911 році. Ф. 499 опис 1 справа 511 С. 35 [Архівовано 30 листопада 2016 у Wayback Machine.](рос. дореф.)